# عوار (قانون بحري)

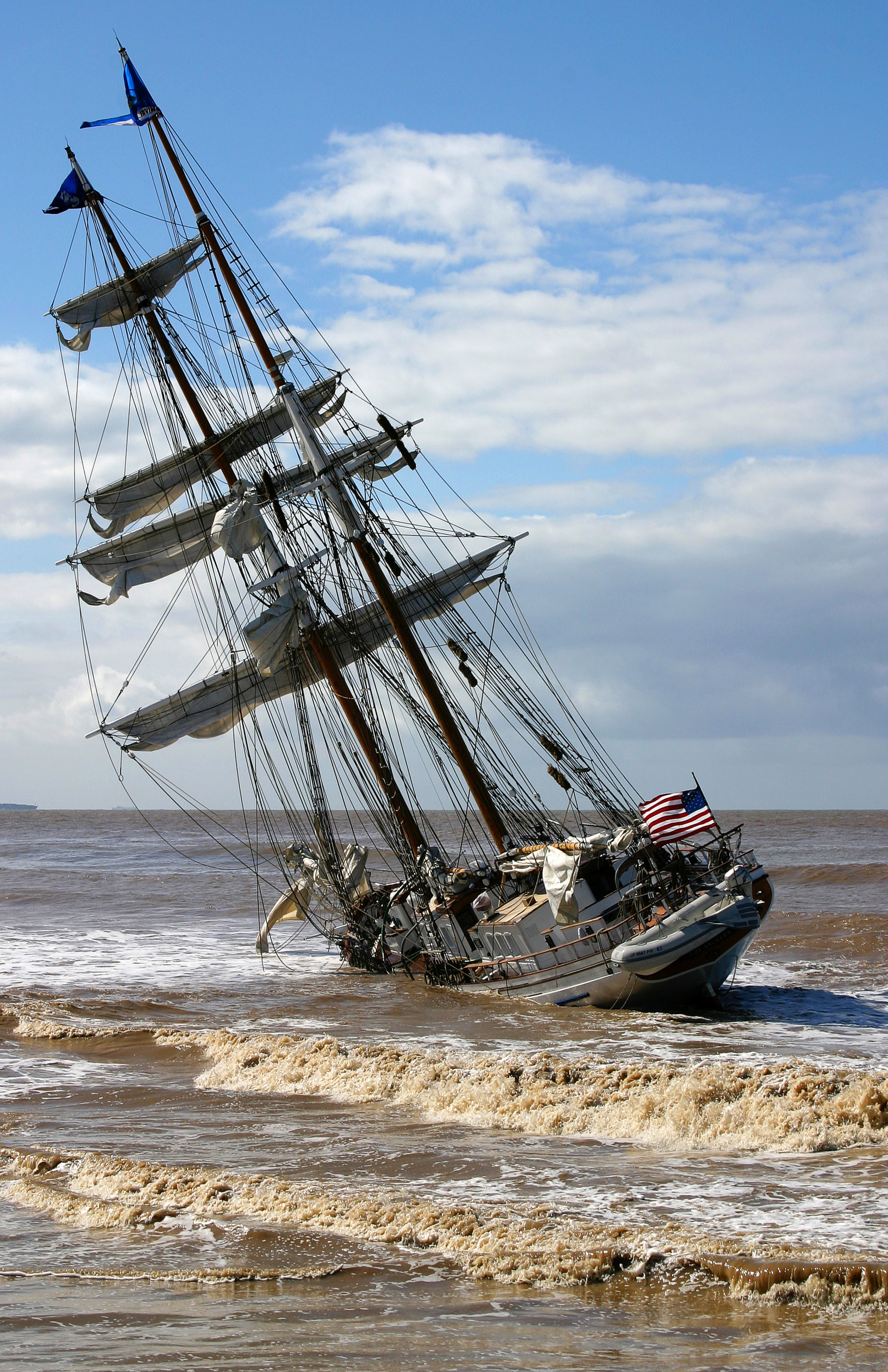

العوار هي قانون بحري يحكم الملاحة البحرية.